# Frontière entre les Fidji et la France
La frontière entre les Fidji et la France est intégralement maritime. Établie en 1983, elle sépare les zones économiques exclusives de l'archipel des Fidji d'une part, de la France, d'autre part - Nouvelle-Calédonie au nord-ouest et îles Wallis-et-Futuna au sud-est, dans l'océan Pacifique. Elle est impliquée dans un différend territorial entre la France et le Vanuatu autour des îles Matthew et Hunter. 

## Historique

Carte topographique de la Nouvelle-Calédonie et du Vanuatu. Un différend oppose ces deux territoires sur la souveraineté des îles Matthew et Hunter, utilisées pour calculer la frontière entre les Fidji et la France.

Les Fidji sont indépendants depuis 1970. En 1976, au Forum du Pacifique Sud qui se tient à Suva, les différents pays d'Océanie se mettent d'accord sur une délimitation des zones économiques à 200 milles nautiques autour des côtes. Les grandes puissances comme la France, les États-Unis, l'Australie, la Nouvelle-Zélande ou le Japon s'opposent alors à l'extension de ces zones pour les petits États insulaires.
Des négociations autour de la frontière débutent entre les Fidji et la France en 1979, et s'étendent sur quatre ans. En 1982, la convention des Nations unies sur le droit de la mer (dite de Montego Bay) instaure les zones économiques exclusives sur 200 milles nautiques après les côtes. Le 19 janvier 1983, une convention est signée à Suva entre les gouvernements français et fidjien, en anglais et en français, pour fixer la frontière. Cet accord intervient dans le contexte d'un différend territorial entre le Vanuatu et la France, et deux mois plus tard, en mars 1983, le Vanuatu conteste la souveraineté française sur les îles Matthew et Hunter, cette dernière étant utilisée pour mesurer la distance entre les Fidji et la Nouvelle-Calédonie. Une frégate vient réaffirmer la souveraineté française sur l'île Hunter peu après.
En 2015, le traité de 1983 pose encore problème aux autorités vanuataises et des négociations ont lieu avec la France Elles se poursuivent en 2018, sans que la question ne soit réglée. Les Fidji se retrouvent donc pris dans cette querelle territoriale aux implications importantes pour l'extension de la zone économique exclusive vanuataise. Néanmoins, le gouvernement fidjien a indiqué que l'accord signé avec la France sur sa frontière ne signifiait pas que Fidji reconnaissait la souveraineté française sur l'île Hunter.
En 2018, Fidji se dit prêt à négocier avec le Vanuatu sur la question des frontières.

## Délimitation
La frontière a été délimitée par une convention entre les gouvernements des deux pays, signée le 19 janvier 1983 à Suva, et entrée en vigueur le 21 août 1984, qui définit sept points de référence,. L'équidistance est mesurée depuis le récif Theva-i-Ra pour les Fidji, et depuis l'île Hunter pour la Nouvelle-Calédonie. Il fait l'objet d'un deuxième décret en février 1991.
| Nouvelle-Calédonie                                                                  | Wallis-et-Futuna |
| ----------------------------------------------------------------------------------- | --- |
| - Point 1 : 25° 04′ 23″ S, 174° 16′ 32″ E - Point 2 : 20° 01′ 21″ S, 172° 45′ 53″ E | - Point 1 : 15° 56′ 12″ S, 177° 22′ 35″ E - Point 2 : 15° 17′ 47″ S, 178° 31′ 00″ E - Point 3 : 14° 48′ 18″ S, 179° 14′ 23″ E - Point 4 : 13° 19′ 41″ S, 179° 29′ 39″ E - Point 5 : 13° 14′ 27,28″ S, 179° 32′ 05,12″ E |

La frontière mesure environ 1 040 km : 580 km pour la section séparant la Nouvelle-Calédonie des Fidji, et environ 460 km pour celle séparant les îles Wallis-et-Futuna des Fidji. Une partie importante de la zone économique exclusive de la Nouvelle-Calédonie reste toutefois contestée par le Vanuatu, qui revendique les îles Matthew et Hunter.
Un décret est intervenu en 2022 pour corriger une erreur concernant les coordonnées du point 5, la tri-jonction entre la France, les Fidji et les Tuvalu.